# Pseudochaeta trinitatis
Pseudochaeta trinitatis är en tvåvingeart som beskrevs av Thompson 1964. Pseudochaeta trinitatis ingår i släktet Pseudochaeta och familjen parasitflugor. Inga underarter finns listade i Catalogue of Life.